# Шелютто, Андрей Игоревич
Андрей Игоревич Шелютто (род. 12 января 1960) — советский плакатист и российский художник-концептуалист, дизайнер, творческий руководитель.

## Биография
Родился 12 января 1960 года в семье потомственных военных моряков, по одним источникам в Ленинграде, по другим в Минске. Вероятно, фамилия Шелютто имеет некоторое отношение к белорусско-польскому роду Верёвкиных-Шелют; по утверждению самого Шелютто, он состоит в родстве с Иосифом Росманом, немецким евреем-интернационалистом, профессором партийной школы, заведующим отделом печати ЦК КПБ.
В 1979 году Андрей Шелютто окончил Минское художественное училище им. А. К. Глебова по специальности художественное оформление. В 1984 году окончил Белорусский государственный театрально-художественный институт («Агитационная и промышленная графика, организация выставок и реклам»), учился у достаточно известных профессоров Олега Викторовича Чернышёва и Ленины Николаевны Мироновой.
В 1980-е годы Шелютто становится профессиональным графическим дизайнером, в том числе занимался киноплакатом, например, в конце 80-х, раскрашивал фасады кинотеатров в Будапеште. Шелютто семь лет (1984—1991) работал редактором редакции плаката в минском издательстве ЦК «Беларусь», одновременно, трудился плакатистом в творческой группе Владимира Цеслера и Сергея Войченко, их работы отмечались наградами на международных биеннале плаката, в том числе в Лахти и Варшаве, однако, свободная художественная деятельность Шелютто стала возможной лишь в Перестройку, а известность дизайнера он получил в годы экономических реформ в России. Награждён премией Генерального секретаря ООН. Член СХ СССР с 1987 года, секретарь секции плаката.
В 1992 году, после работы в Ковет-Карден в Лондоне, Андрей Шелютто переехал из Минска в Москву, где работал в «интернациональном молодёжном агентстве» — «ИМА-пресс», сменив на посту арт-директора Андрея Логвина.
В середине 1990-х, вместе с супругой Еленой Китаевой, начал работать творческим директором в рекламном агентстве Сергея Лисовского «Премьер СВ», затем на канале Владимира Гусинского «НТВ». С 1996 года Андрей Шелютто, под руководством Семёна Левина, работал дизайнером в «НТВ-Дизайн», был шеф-дизайнером канала «НТВ-Плюс».
После, с 1998 года, при содействии Ивана Дыховичного, стал главным художником телевизионного канала «РТР», на котором проработал до 2001 года. По утверждению музыкального соавтора заставок и роликов, композитора Антона Батагова причиной ухода художников Шелютто и Китаевой с НТВ стали их противоречия с менеджментом телеканала, вылившиеся в попытку замены их режиссёром Юрием Грымовым, также композитор отмечал, что никакого скрытого смысла, «постмодернизма» и прочих несанкционированных руководством экспериментов в работах художников на телеканале не было, однако, в результате, сменил Шелютто не Грымов, а Сергей Шанович. Критик Фёдор Раззаков утверждал, что уход Шелютто с каналов Гусинского, с точки зрения художественной эстетики, сильно ослабил телеканал НТВ.
Шанович, рассказав о победе студии «НТВ-Дизайн» на одном из самых престижных конкурсов в мире масс-медиа — Promax BDA Europe, вспоминал следующее:

Но у Левина есть самый главный неоценимый дар. Он умел: а) привлекать большие деньги и б) — профессиональных людей, самых лучших, самых дорогих людей — Китаеву, Шелютто, мою скромную персону. Это были самые лучшие специалисты на рынке. И они были у него в конторе. И о них никто ничего не знал. До поры до времени.— Сергей Шанович, «Известия» от 19 апреля 2002.
В 2000 году Шелютто и Китаева разработали новый дизайн заставок для государственного канала „Культура“. В этом же году, по инициативе Рафа Шакирова и Александра Акопова, обновил пакет оформления телеканала «Россия», в том числе создал проект заставок «Вестей».
С 2001 года Шелютто занимался дизайном и иллюстрированием в газете «Газета», с 2004 года работал арт-директором в газете «Известия», работает в «The New Times» (20 номеров и стартап), делает каталог для «Галереи Марата Гельмана». С 2007 по 2012 год Шелютто работал арт-директором журнала «Артхроника».
В 2013 году, к празднованию Дня Победы, разрабатывал концепцию оформления социальных программ, она была высоко оценена руководителем «Московской дирекции массовых мероприятий» Дарьей Никольской, аналогичным проектом занимался в 2014 году.
С 2012 года сотрудничает с Эрмитажем, назначен арт-директором журнала «Эрмитаж», арт-директором «Фонда Эрмитаж XXI век». В соавторстве с Антоном Фёдоровым и Андреем Васильевым занимался проектом музейной навигации для Государственного Эрмитажа в корпусе Главного Штаба. Более пятнадцати лет рисует иллюстрации для еженедельного журнала «Власть» издательского дома «Коммерсантъ», исключительно от руки темперой или гуашью на загрунтованном картоне. Преподавал в Высшей академической школе графического дизайна. Читает публичные лекции, в том числе от имени студии «Фаро», проектирует и иллюстрирует книги.
В 2016 году художником была разработана система навигации «Института русского реалистического искусства» принадлежащего предпринимателю Алексею Ананьеву.
Главный дизайнер 4-й Московской биеннале современного искусства, дизайнер 100-летия русского павильона на Венецианском биеннале, шеф-дизайнер биеннале современного искусства «Манифеста-10» (2014). Директор галереи Trottola (Флоренция). Живёт и работает в Москве, Петербурге, Флоренции. Андрей Шелютто входил состав экспертного совета номинации «Книга года» госпремии в области современного искусства «Инновация-2019», ранее дизайнер разработал новый фирменный стиль премии.

## Награды
- Обладатель премий и наград: Гран-при (1986) и поощрительная премия на Международной биеннале плаката в Варшаве (совместно с С. Войченко и В. Цеслером), Гран-при, Две Первых, Вторая (1984 — совместно с И. Гуровичем) и Первая (1995) премии на Московском международном фестивале рекламы, Первая премия на Всероссийской выставке-конкурсе «Дизайн» (1994, совместно с И. Гуровичем), Серебряный приз на выставке Нью-Йоркского арт-директорского клуба (1995 — совместно с И. Гуровичем), «Газетный дизайн-2004» — первая премия за новый дизайн газеты «Известия»[43], золотая медаль на конкурсе газетного дизайна в Москве (2005)[44], лауреат биеннале плаката «Золотая пчела» (2006)[45], неоднократно попадал в шорт-листы критика Сергея Серова[46] в журнале графического дизайна «[кАк)»[47][48].
- Премия Правительства Российской Федерации 2017 года в области культуры за цикл выставок современного русского искусства и академической художественной школы в России и за рубежом.

## Критика
Мнения о Шелютто и его творчестве противоречивы. Бывший главный редактор газеты «Газета» Михаил Михайлин говорил, что, в целом, макеты разработанные Шелютто были неплохими, однако, верстка от академической очень далека, кроме того, художник, хоть и был убежден, что „компьютер такой же инструмент, как кисточка, палитра и все прочее“, но, в то же время, не умел верстать на компьютере. Опубликованное в 2004 году открытое письмо сотрудников „Известий“ описывает главного художника газеты Андрея Шелютто в самых мрачных красках. Не все работники „Известий“ критиковали Шелютто, к примеру, журналист Андрей Колесников вспоминал добрым словом „макет замечательного художника Андрея Шелютто, который разделял общую страсть тогдашней редакции к виски и хорошему вину“. Радио „Свобода“, в одной из своих передач, подтверждала недовольство ряда сотрудников газет методами „очень знаменитого дизайнера“ Андрея Шелютто, но с оговоркой, что с Шелютто тиражи «Известий» все таки стали лучше продаваться, обозреватели «Газета.ру», напротив, отмечали, что в целом ситуация с «Известиями» не улучшилась. Редактор Максим Ковальский, в ответ на критику работ А. И. Шелютты читателями журнала «Власть» (для «Власти» Андрей Игоревич сделал немало «полных мрачноватого юмора» иллюстраций), защищая художника, ссылался на экспертное мнение карикатуриста-психиатра Андрея Бильжо, который не видел в картинках Андрея Шелютто ничего ненормального, «замечательным нашим дизайнером и скульптором» называл психиатр художника. Участники образовательных программ с участием Андрея Шелютто отмечали некоторую увлеченность лектора нецензурными высказываниями, любопытно, что сам Шелютто отрицательно относится к хулиганству, например, к творческим проявлениям Петра Павленского. Искусствовед В. Г. Кричевский подтверждал склонность художника к резкой критике отрасли, обратив внимание на умеренное качество его газетной графики:

Дизайнер Андрей Шелютто ругает наш дизайн куда резче, чем я. При этом, что характерно, идёт от шрифта: «Если же сравнивать, например, с газетой Guardian, то для её макета сделано 200 модификаций. 200! А у нас газета обходится одним. Нет ни болда, ни курсива ! Не говоря уж о том, что это плохой шрифт! Мы даже не на отшибе, мы вообще нигде! И это касается, к сожалению, всего. (…) Огромная страна — 5 художников и 10 дизайнеров. И эти 5 художников и 10 дизайнеров никому не нужны» («23», см. примечание 6). Хочу заступиться за газету, которую оформлял Шелютто. Возможно, она выглядит хуже английской, но уж точно не в 200 раз!— Владимир Кричевский, 2012.
В 2002 году, в статье журнала графического дизайна «Как» про искусство иллюстрации, художником Леонидом Тишковым указывалось некоторое влияние на творчество Шелютто польско-литовского художника Стасиса Эйдригявичюса.

## Влияние
Дизайнеры Игорь Гурович и Антон Фёдоров считают Андрея Шелютто своим наставником в профессии.